# Jindřich I. ze Champagne
Jindřich I. ze Champagne (francouzsky Henri le Libéral, 1126?, Vitry-en-Perthois – 16. března 1181, Troyes) byl hrabě ze Champagne, účastník druhé křížové výpravy, zeť a zároveň švagr francouzského krále Ludvíka VII.

## Život

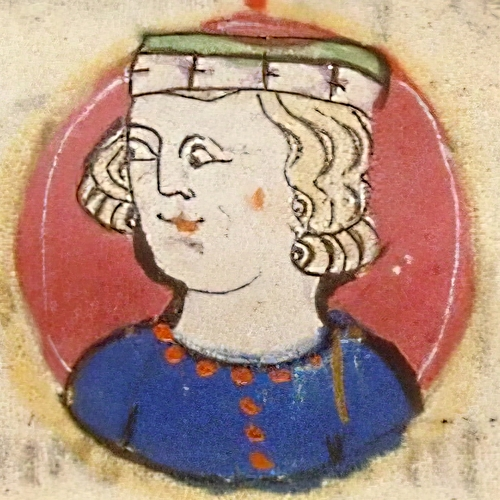
Jindřich ze Champagne

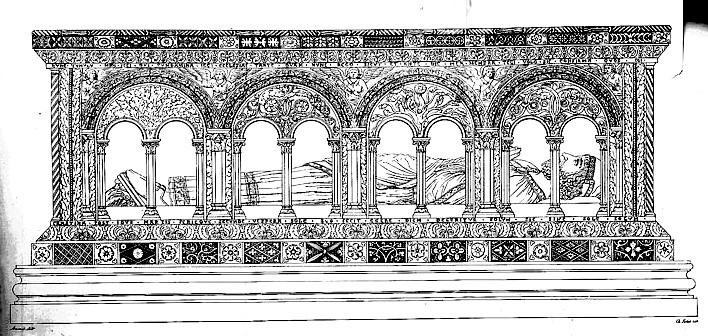
Litografie Jindřichova náhrobku v kostele sv. Štěpána v Troyes

Jindřich se narodil jako syn Theobalda z Blois a Matyldy z korutanského rodu Sponheimů. Po otcově smrti roku 1152 se ujal hrabství Champagne a ostatní majetky udělil v léno svým mladším bratrům.
| „                   | Onen Jindřich byl hrabětem šampaňským a brijským a byl nazýván hrabětem Jindřichem Štědrým, a věru slušelo se ho tak jmenovati, neboť byl štědrý k Bohu i k světu... | “ |
| — Jean de Joinville | |   |

Zúčastnil se společně s tehdejší elitou královy křížové výpravy, měl za úkol předat poselstvo od Bernarda z Clairvaux byzantskému císaři a vrátil se zpět domů o několik týdnů dříve než samotný Ludvík VII.
| „                                                      | ...sotva se vrátili z cest princ Jindřich, bratr hraběte ze Champagne a Robert, králův bratr, kteří jsou rozeštváni, svolali po velikonočních svátcích jedno z těch proklatých a zavrženíhodných utkání, kde si to chtějí vyřídit mezi sebou a bojovat na smrt... | “ |
| — Bernard z Clairvaux (dopis opatu Sugerovi roku 1149) | |   |

Po králově rozvodu s Eleonorou Akvitánskou se francouzská koruna snažila udržet Akvitánii, ale vojenské tažení, jež podporoval kromě Jindřicha ze Champagne také Robert z Dreux a Eustach z Boulogne, dopadlo nevalně. Po smrti anglického krále Štěpána na ostrovní trůn dosedl mladý normandský vévoda Jindřich, nový manžel Eleonory Akvitánské.  Král Ludvík stále neměl mužského dědice, a tak se roku 1160, pět týdnů po skonu druhé manželky Konstancie rychle znovu oženil. Vyvolenou se stala Adéla, sestra hraběte ze Champagne, což zapříčinilo změnu politického kurzu rodu z Blois. Jindřich ze Champagne byl kvůli papežskému schizmatu roku 1162 vyslán králem do Pavie na dvůr císaře Fridricha Barbarossy, který byl hraběte vzdálený příbuzný. Hrabě ze Champagne byl v tu dobu významným hybatelem francouzské politiky, jako hlava dynastie z Blois byl oporou Ludvíka VII. proti pronikání vlivu Plantagenetů na kontinent a také ovlivňoval vztah mezi francouzským královstvím a říší.
Roku 1164 se hrabě s kapetovským rodem spojil znovu, když se oženil s o mnoho let mladší královou dcerou Marií, svou dlouholetou snoubenkou. Marie uměla číst a psát ve francouzštině a latině, měla vlastní knihovnu a byla mecenáškou mnohých spisovatelů. Hraběti porodila čtyři děti a během jeho pobytu ve Svaté zemi zastávala funkci regentky.
Ludvík VII. byl na podzim roku 1179 postižen záchvatem mrtvice, po kterém ochrnul na jednu polovinu těla a ztratil i schopnost vlády. Vliv získali bratři královny Adély a udrželi si jej až do dvorského sněmu, který se konal téhož roku a nemocný král zde se souhlasem pánů vyhlásil Filipovu korunovaci. Čtrnáctiletý mladíček se nečekaně rychle vymanil z vlivu strýců a královna po synově sňatku s Isabelou Henegavskou, neteří flanderského hraběte, hledala oporu i u anglického krále Jindřicha II. Ludvík VII. zemřel o rok později a ještě předtím Filip uzavřel s Jindřichem Plantagenetem u Gisorsu mírovou smlouvu, která podráždila hrabata z Flander a ze Champagne. Hrabata se obávala královy přílišné samostatnosti a vytvořila na několik let protikapetovskou alianci, které se Jindřich nezúčastnil, protože byl od roku 1179 na výpravě do Svaté země, kde se dostal do zajetí Kiliče Arslana. Vykoupil jej byzantský císař a hrabě krátce poté roku 1181 zemřel a byl pohřben v kostele sv. Štěpána v Troyes.